# Bjarni Mark Antonsson
Bjarni Mark Antonsson Duffield (27 dicembre 1995) è un calciatore islandese, centrocampista del Valur.

## Carriera

### Club
Cresciuto nel settore giovanile del KA Akureyri, ha esordito in prima squadra il 15 marzo 2013 disputando l'incontro di Deildabikar pareggiato 1-1 contro l'ÍA Akraness.

### Nazionale
Il 16 gennaio 2020 ha esordito con la nazionale islandese giocando l'amichevole vinta 0-1 contro il Canada.

## Statistiche

### Presenze e reti nei club
Statistiche aggiornate al 14 novembre 2022.
| Stagione               | Squadra                | Campionato             | Campionato | Campionato | Coppe nazionali | Coppe nazionali | Coppe nazionali | Coppe continentali | Coppe continentali | Coppe continentali | Altre coppe | Altre coppe | Altre coppe | Totale | Totale |
| Stagione               | Squadra                | Comp                   | Pres       | Reti       | Comp            | Pres            | Reti            | Comp               | Pres               | Reti               | Comp        | Pres        | Reti        | Pres   | Reti   |
| ---------------------- | ---------------------- | ---------------------- | ---------- | ---------- | --------------- | --------------- | --------------- | ------------------ | ------------------ | ------------------ | ----------- | ----------- | ----------- | ------ | ------ |
| 2013                   | KA Akureyri            | 1D                     | 0          | 0          | CI+CdL          | 0+1             | 0               |                    | -                  | -                  |             | -           | -           | 1      | 0      |
| 2014                   | KA Akureyri            | 1D                     | 2          | 0          | CI+CdL          | 0+7             | 0               |                    | -                  | -                  |             | -           | -           | 9      | 0      |
| feb.-apr. 2015         | KA Akureyri            |                        | -          | -          | CdL             | 5               | 0               |                    | -                  | -                  |             | -           | -           | 5      | 0      |
| Totale KA Akureyri     | Totale KA Akureyri     | Totale KA Akureyri     | 2          | 0          |                 | 13              | 0               |                    | -                  | -                  |             | -           | -           | 15     | 0      |
| mag.-set. 2015         | KFF Fjarðabyggð        | 1D                     | 19         | 2          |                 | -               | -               |                    | -                  | -                  |             | -           | -           | 19     | 2      |
| 2016                   | Kristianstad FC        | D1                     | 16         | 2          | CS              | 3               | 0               |                    | -                  | -                  |             | -           | -           | 19     | 2      |
| 2017                   | Kristianstad FC        | D1                     | 22         | 2          | CS              | 1               | 0               |                    | -                  | -                  |             | -           | -           | 23     | 2      |
| Totale Kristianstad FC | Totale Kristianstad FC | Totale Kristianstad FC | 38         | 4          |                 | 4               | 0               |                    | -                  | -                  |             | -           | -           | 42     | 4      |
| 2018                   | KA Akureyri            | UD                     | 22         | 1          | CI+CdL          | 2+0             | 0               |                    | -                  | -                  |             | -           | -           | 24     | 1      |
| 2019                   | Brage                  | S1                     | 26+2       | 5+0        | CS              | 3               | 1               |                    | -                  | -                  |             | -           | -           | 31     | 3      |
| 2020                   | Brage                  | S1                     | 9          | 0          | CS              | 3               | 0               |                    | -                  | -                  |             | -           | -           | 12     | 0      |
| 2021                   | Brage                  | S1                     | 22         | 1          | CS              | 0               | 0               |                    | -                  | -                  |             | -           | -           | 22     | 1      |
| Totale Brage           | Totale Brage           | Totale Brage           | 53         | 4          |                 | 6               | 0               |                    | -                  | -                  |             | -           | -           | 59     | 4      |
| 2022                   | Start                  | 1D                     | 24+1       | 4+0        | CN              | 2               | 0               |                    | -                  | -                  |             | -           | -           | 27     | 4      |
| Totale carriera        | Totale carriera        | Totale carriera        | 164+1      | 17+0       |                 | 27              | 1               |                    | -                  | -                  |             | -           | -           | 192    | 18     |

### Cronologia presenze e reti in nazionale
| Cronologia completa delle presenze e delle reti in nazionale ― Islanda | Cronologia completa delle presenze e delle reti in nazionale ― Islanda | Cronologia completa delle presenze e delle reti in nazionale ― Islanda | Cronologia completa delle presenze e delle reti in nazionale ― Islanda | Cronologia completa delle presenze e delle reti in nazionale ― Islanda | Cronologia completa delle presenze e delle reti in nazionale ― Islanda | Cronologia completa delle presenze e delle reti in nazionale ― Islanda | Cronologia completa delle presenze e delle reti in nazionale ― Islanda |
| Data                                                                   | Città                                                                  | In casa                                                                | Risultato                                                              | Ospiti                                                                 | Competizione                                                           | Reti                                                                   | Note                                                                   |
| ---------------------------------------------------------------------- | ---------------------------------------------------------------------- | ---------------------------------------------------------------------- | ---------------------------------------------------------------------- | ---------------------------------------------------------------------- | ---------------------------------------------------------------------- | ---------------------------------------------------------------------- | ---------------------------------------------------------------------- |
| 16-1-2020                                                              | Irvine                                                                 | Canada                                                                 | 0 – 1                                                                  | Islanda                                                                | Amichevole                                                             | -                                                                      | 81’                                                                    |
| 19-1-2020                                                              | Carson                                                                 | El Salvador                                                            | 0 – 1                                                                  | Islanda                                                                | Amichevole                                                             | -                                                                      | 62’                                                                    |
| 12-1-2023                                                              | Faro                                                                   | Svezia                                                                 | 2 – 1                                                                  | Islanda                                                                | Amichevole                                                             | -                                                                      | 61’ 82’                                                                |
| Totale                                                                 |                                                                        | Presenze                                                               | 3                                                                      |                                                                        | Reti                                                                   | 0                                                                      |                                                                        |

## Palmarès

### Club

#### Competizioni nazionali
- Coppa di Lega islandese: 1

Valur: 2025